# Pascal Pistone
Pascal Pistone est un musicologue, compositeur et pianiste franco-italien, né le 22 juin 1970.

## Biographie
Pascal Pistone est docteur en histoire de la musique de l'Université de la Sorbonne, depuis 2002, après la soutenance d'une thèse intitulée Charles Koechlin : Aspects de l'écriture orchestrale, Le Buisson ardent (1938-1945), une oeuvre-testament, sous la direction de Jean-Yves Bosseur. 
Il est professeur agrégé détaché à l'Université d'Évry-Val-d'Essonne en 2004, puis maître de conférence à l'Université Bordeaux-Montaigne en 2019. Il est spécialiste de la musique du XXe siècle, ainsi que pianiste et compositeur. 
Il enseigne également l’analyse musicale et l’improvisation à Bordeaux.

## Publications
- Franchir l'horizon, par Anthony Girard, entretiens avec Pascal Pistone, Château-Gontier, Éditions Aedam musicae, 2016.
- La musique contemporaine: à travers les associations créées en France dans les années 1990, Paris, Observatoire musical français, 2004.
- Le Traité de l'orchestration de Charles Koechlin, étude historique et technique, suivie d'un index commenté des exemples et des matières, Paris, Observatoire musical français, Sorbonne, 2004.
- Charles Koechlin: aspects de l'écriture orchestrale, Le Buisson ardent (1938-1945), une œuvre-testament, sous la direction de Jean-Yves Bosseur, Sorbonne, 2002.
- Patrice Sciortino: Malédictions et Lumières, 1969, sous la direction de Manfred Kelkel, 1991.

## Éditions
- Le fantastique dans les musiques des XXe et XXIe siècles, dirigé par Cécile Carayol, Pierre Albert Castanet et Pascal Pistone, préface d'Hervé Lacombe, postface de François Rahier, Sampzon, Éditions Delatour France, 2017.
- Musicologie et cinéma, textes réunis et édités par Pascal Pistone, Paris, Sorbonne, 2006.
- Musiques du XXe siècle: conférences et séminaires, 1996-1998, textes réunis par Pascal Pistone, Paris, Sorbonne, 2000.

## Compositions
- Peter Pan en l'an 2033, composition interprétée par 5 musiciens et 7 chanteurs, paroles de Jean-Charles Modet, Paris, Bibliothèque nationale de France, 2002.
- Latence, 1989.
- Profondeurs, d'après Le pèlerinage de Childe Harold, de Lord Byron, 1988.
- Mélologue II, mélodrame sur des textes extraits du recueil Poésies de Lautréamont, 1988.